# Чемпионат России по горнолыжному спорту
Чемпионат России по горнолыжному спорту — спортивное соревнование по горнолыжному спорту, ежегодно проводимое Российской федерацией горнолыжного спорта.
Медали разыгрываются среди мужчин и женщин в дисциплинах:
- Слалом-гигант;
- Слалом;
- Параллельный слалом;
- Скоростной спуск;
- Супер-гигант;
- Супер-комбинация;
- Командные соревнования.

## История

### Советский период
Впервые чемпионат СССР по горнолыжному спорту прошёл в 1937 году, в программу кроме слалома были включены скоростной спуск и горнолыжное двоеборье (слалом и скоростной спуск). Первым чемпионом страны во всех трёх видах программы этого турнира стал москвич Вадим Гиппенрейтер. В 1947 году в рамках чемпионата страны в Кировске (Мурманская область) впервые были разыграны награды в слаломе-гиганте: чемпионом страны стал москвич Владимир Преображенский.
С 1962 года соревнования горнолыжников стали официально проводиться также и в рамках Спартакиад народов СССР. Седьмая и заключительная такая Спартакиада прошла в 1990 году на курортах Славск Украинской ССР и Гудаури Грузиянской ССР.

### Российский период
С 1992 года ежегодно проводится чемпионат России по горнолыжному спорту.

### Олимпийские игры
На Зимних Олимпийских играх 1994 Светлана Гладышева завоевала серебряную медаль в супергиганте.

## Список чемпионатов
| Год  | Место проведения                                                                | Дата | Примечание |
| ---- | ------------------------------------------------------------------------------- | ---- | ---------- |
| 2024 | Камчатский край                                                                 |      |            |
| 2025 | Озёрное, Республика Алтай; Белокуриха, Алтайский край; Елизово, Камчатский край |      |            |